# Chino, Kalifornien
Chino är en stad (city) i San Bernardino County, i delstaten Kalifornien, USA. Enligt United States Census Bureau har staden en folkmängd på 79 059 invånare (2011) och en landarea på 76,8 km².
I staden ligger de delstatliga fängelserna California Institution for Men och California Institution for Women.